# Venas anteriores de los labios mayores y menores
Las venas labiales anteriores o venas anteriores de los labios mayores y menores (TA: venae labiales anteriores) son venas que recogen sangre de la superficie anterior de los labios de la vulva. Drenan en la vena pudenda externa. Son homólogas de las venas escrotales anteriores en el varón.